# Thunbergia similis
Thunbergia similis är en akantusväxtart som beskrevs av William Grant Craib. Thunbergia similis ingår i släktet thunbergior, och familjen akantusväxter. Inga underarter finns listade i Catalogue of Life.